# Alfabeto hanunuo
El hanunó'o (AFI: [hanunuʔɔ], también Mangyan Baybayin/Surat Mangyan) es una de las escrituras autóctonas de Filipinas (suyat) y es utilizada por los mangyan del sur de Mindoro para escribir el idioma hanunó'o.
Este alfabeto es de tipo alfasilabario y desciende de las escrituras bráhmicas que provienen de la India, estrechamente relacionada con el alfabeto tagalo (baybayin). Es particular por escribirse verticalmente pero de abajo arriba, en lugar de arriba abajo como casi todas las demás escrituras verticales (sin embargo, se lee horizontalmente de izquierda a derecha). Por lo general, se encuentra escrito en bambú mediante la incisión de caracteres con un cuchillo. La mayoría de las inscripciones de hanunó'o son relativamente recientes debido a la naturaleza perecedera del bambú. Por tanto, es difícil rastrear la historia de la escritura.

## Estructura
Los quince caracteres básicos de la escritura hanunó'o representan cada uno una de las quince consonantes /p/ /t/ /k/ /b/ /d/ /ɡ/ /m/ /n/ /ŋ/ /l/ /r/ /s/ /h/ /j/ /w/ seguidas de la vocal inherente /a/. Otras sílabas se escriben modificando cada uno de estos caracteres con uno de dos diacríticos (kudlit) que cambian el sonido de la vocal para que sea una /i/ o una /u/. El carácter de /la/ es el mismo que el de /ra/ pero los glifos de /li/ y /ri/ son distintos, al igual que los de /lu/ y /ru/. También hay tres glifos que representan vocales independientes (fonéticamente precedidas por una oclusión glotal, escrita "q" en transliteración romana). Las consonantes finales no están escritas, por lo que deben determinarse a partir del contexto.  El antropólogo holandés Antoon Postma, que fue a Filipinas desde los Países Bajos en la década de 1950, introdujo el signo pamudpod (  ᜴) para indicar una consonante final de sílaba, aunque funciona como virama. 
| Vocales Hanunó'o | Vocales Hanunó'o | Vocales Hanunó'o | Vocales Hanunó'o | Vocales Hanunó'o | Vocales Hanunó'o |
|                  | Inicial          | Inicial          | Inicial          | Dependiente      | Dependiente      |
| ---------------- | ---------------- | ---------------- | ---------------- | ---------------- | ---------------- |
| transcripción    | una              | yo               | tu               | yo               | tu               |
| carta            | ᜠ                | ᜡ                | ᜢ                | ᜲ                 | ᜳ                 |

| Sílabas Hanunó'o |   |   |    |   |   |   |   |   |   |   |   |   |   |   |   |
| transcripción    | k | g | ng | t | d | n | p | b | m | y | r | l | w | s | h |
| consonante + a   | ᜣ | ᜤ | ᜥ  | ᜦ | ᜧ | ᜨ | ᜩ | ᜪ | ᜫ | ᜬ | ᜭ | ᜮ | ᜯ | ᜰ | ᜱ |
| consonante + yo  | ᜣᜲ | ᜤᜲ | ᜥᜲ  | ᜦᜲ | ᜧᜲ | ᜨᜲ | ᜩᜲ | ᜪᜲ | ᜫᜲ | ᜬᜲ | ᜭᜲ | ᜮᜲ | ᜯᜲ | ᜰᜲ | ᜱᜲ |
| consonante + u   | ᜣᜳ | ᜤᜳ | ᜥᜳ  | ᜦᜳ | ᜧᜳ | ᜨᜳ | ᜩᜳ | ᜪᜳ | ᜫᜳ | ᜬᜳ | ᜭᜳ | ᜮᜳ | ᜯᜳ | ᜰᜳ | ᜱᜳ |
| con pamudpod     | ᜣ᜴ | ᜤ᜴ | ᜥ᜴  | ᜦ᜴ | ᜧ᜴ | ᜨ᜴ | ᜩ᜴ | ᜪ᜴ | ᜫ᜴ | ᜬ᜴ | ᜭ᜴ | ᜮ᜴ | ᜯ᜴ | ᜰ᜴ | ᜱ᜴ |

Nota: Solo con el soporte de interpretación adecuado, la sílaba hanunó'o NGU (ᜥᜳ) se verá como una V cursiva con dos líneas diagonales paralelas cortas (\\).
El alfabeto hace uso del carácter danda, único (᜵) o doble (᜶).

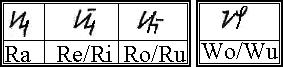
Letras alternativas ra y wu.

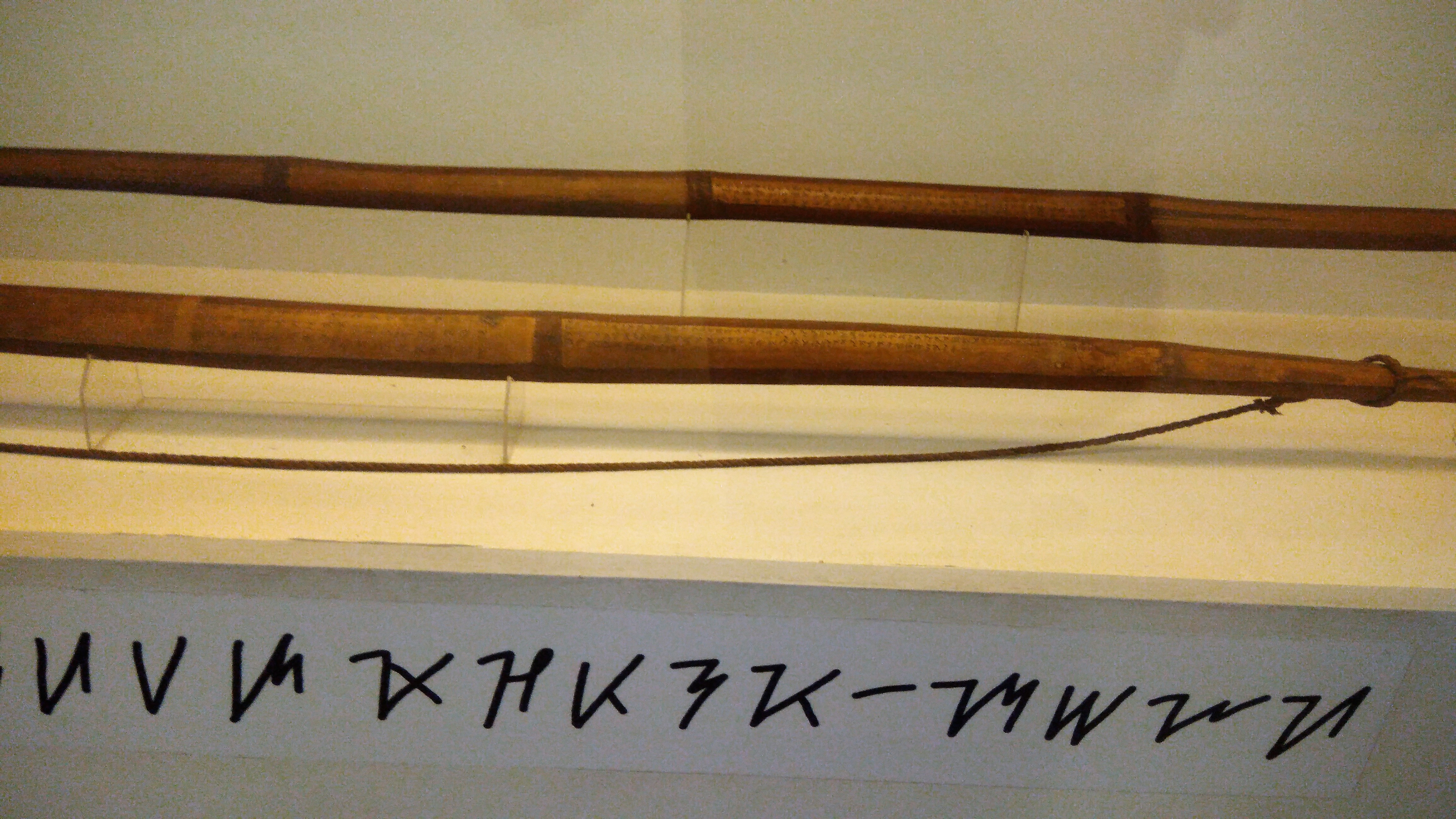
Un arco de Mindoro Oriental hecho de bambú, de los llamados bayi (ᜪᜬᜲ), con escritura hanunó'o.

La escritura hanunó'o se escribe convencionalmente alejada del cuerpo, de abajo arriba, en columnas que van de izquierda a derecha. Dentro de las columnas, los caracteres pueden tener cualquier orientación, pero la orientación debe ser coherente para todos los caracteres de un texto. Los caracteres suelen ser verticales con la /i/ diacrítica a la izquierda y la /u/ a la derecha, u horizontales con la /i/ en la parte superior y la /u/ en la parte inferior. Las personas zurdas a menudo escriben en imagen especular (reverso) lo que invierte tanto la dirección de escritura (de derecha a izquierda en lugar de izquierda a derecha) como los propios caracteres.

## Aprendiendo el alfabeto
Los jóvenes hanunó'o (llamados layqaw) aprenden el alfabeto principalmente para memorizar canciones de amor. El objetivo es aprender tantas canciones como sea posible, y usar el alfabeto para escribir las canciones facilita este proceso. El alfabeto también sirve para escribir cartas, avisos y otros documentos. Los caracteres no se memorizan en ningún orden en particular; los alumnos suelen empezar aprendiendo a escribir su nombre. La alfabetización entre los hanunó'o es alta a pesar de la falta de educación formal en su alfabeto.

## Unicode
El rango Unicode para el hanunó'o es U + 1720 – U + 173F:
| Hanunoo Official Unicode Consortium code chart (PDF)                                |   |   |   |   |   |   |   |   |   |   |   |   |   |   |   |   |
|                                                                                     | 0 | 1 | 2 | 3 | 4 | 5 | 6 | 7 | 8 | 9 | A | B | C | D | E | F |
| U+172x                                                                              | ᜠ | ᜡ | ᜢ | ᜣ | ᜤ | ᜥ | ᜦ | ᜧ | ᜨ | ᜩ | ᜪ | ᜫ | ᜬ | ᜭ | ᜮ | ᜯ |
| U+173x                                                                              | ᜰ | ᜱ | ᜲ  | ᜳ  | ᜴  | ᜵ | ᜶ |   |   |   |   |   |   |   |   |   |
| Notas Desde la versión Unicode 13.0 Las áreas grises indican segmentos no asignados |   |   |   |   |   |   |   |   |   |   |   |   |   |   |   |   |